# Carmen Pereira
Pour les articles homonymes, voir Pereira.
Carmen Pereira est une femme d'État bissau-guinéenne, née en 1936 et morte le 4 juin 2016 à Bissau (Guinée-Bissau). Elle est la première femme chef de l'État de son pays ainsi que la première en Afrique.

## Les débuts
Carmen est la fille de l'un des rares avocats africains de l'ancienne colonie portugaise. Elle est mariée jeune. Elle et son mari s'impliquent dans la guerre d'indépendance de la Guinée-Bissau, contre le Portugal. L'engagement politique de Carmen Pereira débute en 1962, quand elle rejoint le Parti africain pour l'indépendance de la Guinée et du Cap-Vert. Ce mouvement révolutionnaire lutte pour l'indépendance des deux colonies portugaises d'Afrique de l'Ouest.
Pereira et son mari sont tous deux actifs au sein du parti, et elle projette un moment de quitter son pays. Elle habite quelque temps au Sénégal avant de voyager en Union soviétique pour étudier la médecine.

## L'ascension
Par la suite, à son retour en Guinée-Bissau, elle est active à la fois dans le domaine de la santé et en politique.
Elle est élue à l'Assemblée nationale populaire, dont elle est vice-présidente de 1973 à 1984. À cette époque, elle préside le Parlement cap-verdien (le Cap-Vert était alors uni à la Guinée-Bissau) de 1975 à 1980 puis est ministre de la Santé et des Affaires sociales de 1981 à 1983. Elle accède à la présidence de l'Assemblée nationale populaire bissau-guinéenne en 1984, pendant la période où la constitution est suspendue à la suite du coup d'État de João Bernardo Vieira. À cette position, elle devient pendant trois jours présidente du Conseil d'État jusqu'à la promulgation d'une nouvelle Constitution en 1984, devenant la première femme chef d'État d'Afrique jusqu'en 2006 et la seule en Guinée-Bissau à ce jour.
Pereira continue à présider l'Assemblée jusqu'en 1989 puis elle est nommée ministre d'État, ministre des Affaires sociales, entre 1990 et 1992, ce qui fait d'elle la vice-Première ministre. Mais elle est démise de ses fonctions par Vieira.

### Biographie
- (en) Barbara Cornwall, The Bush Rebels : A Personal Account of Black Revolt in Africa, Holt, Rinehart and Winston, 1972.
- (en) Stephanie Urdang, Fighting Two Colonialisms : Women in Guinea-Bissau, New York University Press, 1979 (lire en ligne).
- Catherine Coquery-Vidrovitch (trad. Beth Gillian Raps), African Women : A Modern History, Westview Press, 1997, 336 p. (ISBN 0-8133-2361-4).
- Nada Auzary-Schmaltz, Béatrice Didier (dir.), Antoinette Fouque (dir.) et Mireille Calle-Gruber (dir.), Le dictionnaire universel des créatrices, Éditions des femmes, 2013, « Pereira, Carmen [Bissau 1937 ] », p. 3405.

### Webographie
- (en) « Women in Power 1970-2000 », sur le site www.guide2womenleaders.com.